# Anolis aliniger
Anolis aliniger är en ödleart som beskrevs av  Mertens 1939. Anolis aliniger ingår i släktet anolisar, och familjen Polychrotidae. Inga underarter finns listade i Catalogue of Life.